# Earthling
Earthling je dvacáté studiové album anglického hudebníka Davida Bowieho. Vydáno bylo 3. února roku 1997 společností Virgin Records. Spolu s Bowiem jej produkovali Reeves Gabrels a Mark Plati. V americké hitparádě Billboard 200 se umístilo na 39. příčce, zatímco v britské UK Albums Chart dosáhlo šesté.

## Seznam skladeb
1. „Little Wonder“ – 6:02
2. „Looking for Satellites“ – 5:21
3. „Battle for Britain (The Letter)“ – 4:48
4. „Seven Years in Tibet“ – 6:22
5. „Dead Man Walking“ – 6:50
6. „Telling Lies“ – 4:49
7. „The Last Thing You Should Do“ – 4:57
8. „I'm Afraid of Americans“ – 5:00
9. „Law (Earthlings on Fire)“ – 4:48

## Obsazení
- David Bowie – zpěv, kytara, altsaxofon, samply, klávesy
- Reeves Gabrels – programování, syntezátor, kytara, samply, zpěv
- Mark Plati – programování, smyčky, symply, klávesy
- Gail Ann Dorsey – baskytara, zpěv
- Zachary Alford – bicí, elektronické perkuse, smyčky
- Mike Garson – klávesy, klavír